# Pohár UEFA 1983/1984
Sezóna 1983/84 Poháru UEFA byla 26. ročníkem tohoto poháru. Vítězem se stal tým Tottenham Hotspur FC.

## První kolo
| Domácí v 1. zápase              | Celkem    | Hosté v 1. zápase        | 1. zápas | 2. zápas    |
| ------------------------------- | --------- | ------------------------ | -------- | ----------- |
| 1. FC Kaiserslautern            | 3-4       | Watford FC               | 3-1      | 0-3         |
| Sparta Praha                    | 4-3       | Real Madrid              | 3-2      | 1-1         |
| Larissa                         | 2-3       | Budapešť Honvéd          | 2-0      | 0-3(prodl.) |
| Anorthosis                      | 0-11      | FC Bayern Mnichov        | 0-1      | 0-10        |
| Atlético Madrid                 | 2-4       | FC Groningen             | 2-1      | 0-3         |
| Bryne                           | 1-4       | RSC Anderlecht           | 0-3      | 1-1         |
| Celtic FC                       | 5-1       | Aarhus GF                | 1-0      | 4-1         |
| Drogheda United                 | 0-14      | Tottenham Hotspur FC     | 0-6      | 0-8         |
| Aris Bonnevoie                  | 0-15      | FK Austria Wien          | 0-5      | 0-10        |
| Baník Ostrava                   | 6-1       | B 1903                   | 5-0      | 1-1         |
| FK Dynamo Kyjev                 | 0-1       | Stade Lavallois          | 0-0      | 0-1         |
| Bordeaux                        | 2-7       | Lokomotive Leipzig       | 2-3      | 0-4         |
| FK Spartak Moskva               | 7-0       | HJK                      | 2-0      | 5-0         |
| Universitatea Craiova           | 1-1(pen.) | Hajduk Split             | 1-0      | 0-1         |
| FC Zürich                       | 3-8       | Royal Antwerp FC         | 1-4      | 2-4         |
| Hellas Verona                   | 4-2       | Crvena Zvezda            | 1-0      | 3-2         |
| ÍBV                             | 0-3       | Carl Zeiss Jena          | 0-0      | 0-3         |
| Gent                            | 2-3       | Lens                     | 1-1      | 1-2(prodl.) |
| Nottingham Forest FC            | 3-0       | Vorwärts Frankfurt       | 2-0      | 1-0         |
| Lokomotiv Plovdiv               | 2-5       | PAOK                     | 1-2      | 1-3         |
| PSV                             | 6-2       | Ferencváros              | 4-2      | 2-0         |
| Rabat Ajax FC                   | 0-16      | Inter Bratislava         | 0-10     | 0-6         |
| FK Radnički Niš                 | 5-1       | St. Gallen               | 3-0      | 2-1         |
| Sevilla                         | 3-4       | Sporting CP              | 1-1      | 2-3         |
| Sparta Rotterdam                | 5-1       | Coleraine FC             | 4-0      | 1-1         |
| FC Sportul Studențesc București | 1-2       | SK Sturm Graz            | 1-2      | 0-0         |
| St. Mirren                      | 0-3       | Feyenoord Rotterdam      | 0-1      | 0-2         |
| Trabzonspor                     | 1-2       | FC Internazionale Milano | 1-0      | 0-2         |
| VfB Stuttgart                   | 1-2       | PFK Levski Sofia         | 1-1      | 0-1         |
| Vitória SC                      | 1-5       | Aston Villa FC           | 1-0      | 0-5         |
| SV Werder Bremen                | 3-2       | Malmö FF                 | 1-1      | 2-1         |
| Widzew Łódź                     | (v)2-2    | IF Elfsborg              | 0-0      | 2-2         |

## Druhé kolo
| Domácí v 1. zápase   | Celkem    | Hosté v 1. zápase           | 1. zápas | 2. zápas    |
| -------------------- | --------- | --------------------------- | -------- | ----------- |
| Budapešť Honvéd      | 3-5       | HNK Hajduk Split            | 3-2      | 0-3         |
| Groningen            | 3-5       | FC Internazionale Milano    | 2-0      | 1-5         |
| FK Spartak Moskva    | 4-3       | Aston Villa FC              | 2-2      | 2-1         |
| FK Austria Wien      | 5-3       | Stade Lavallois             | 2-0      | 3-3         |
| Hellas Verona        | 2-2(v)    | Sturm Graz                  | 2-2      | 0-0         |
| Lokomotive Leipzig   | 2-1       | SV Werder Bremen            | 1-0      | 1-1         |
| PAOK FC              | 0-0(pen.) | FC Bayern Mnichov           | 0-0      | 0-0         |
| PSV Eindhoven        | 1-3       | Nottingham Forest FC        | 1-2      | 0-1         |
| RSC Anderlecht       | 4-2       | FC Banik Ostrava            | 2-0      | 2-2         |
| FK Radnički Niš      | 6-3       | TJ Internacionál Bratislava | 4-0      | 2-3         |
| RC Lens              | 5-4       | Royal Antwerp FC            | 2-2      | 3-2         |
| Sparta Rotterdam     | 4-3       | FC Carl Zeiss Jena          | 3-2      | 1-1         |
| Sporting CP          | 2-5       | Celtic FC                   | 2-0      | 0-5         |
| Tottenham Hotspur FC | 6-2       | Feyenoord Rotterdam         | 4-2      | 2-0         |
| Watford FC           | 4-2       | PFK Levski Sofia            | 1-1      | 3-1(prodl.) |
| Widzew Łódź          | 1-3       | AC Sparta Praha             | 1-0      | 0-3         |

## Třetí kolo
| Domácí v 1. zápase   | Celkem | Hosté v 1. zápase        | 1. zápas | 2. zápas |
| -------------------- | ------ | ------------------------ | -------- | -------- |
| FC Bayern Mnichov    | 1-2    | Tottenham Hotspur FC     | 1-0      | 0-2      |
| FK Austria Wien      | 3-2    | FC Internazionale Milano | 2-1      | 1-1      |
| Nottingham Forest FC | 2-1    | Celtic FC                | 0-0      | 2-1      |
| FK Radnički Niš      | 0-4    | HNK Hajduk Split         | 0-2      | 0-2      |
| RC Lens              | 1-2    | RSC Anderlecht           | 1-1      | 0-1      |
| Sturm Graz           | 2-1    | Lokomotive Leipzig       | 2-0      | 0-1      |
| Sparta Rotterdam     | 1-3    | FK Spartak Moskva        | 1-1      | 0-2      |
| Watford FC           | 2-7    | AC Sparta Praha          | 2-3      | 0-4      |

## Čtvrtfinále
| Domácí v 1. zápase   | Celkem | Hosté v 1. zápase | 1. zápas | 2. zápas    |
| -------------------- | ------ | ----------------- | -------- | ----------- |
| AC Sparta Praha      | 1-2    | HNK Hajduk Split  | 1-0      | 0-2(prodl.) |
| Nottingham Forest FC | 2-1    | Sturm Graz        | 1-0      | 1-1(prodl.) |
| RSC Anderlecht       | 4-3    | FK Spartak Moskva | 4-2      | 0-1         |
| Tottenham Hotspur FC | 4-2    | FK Austria Wien   | 2-0      | 2-2         |

## Semifinále
| Domácí v 1. zápase   | Celkem | Hosté v 1. zápase    | 1. zápas | 2. zápas |
| -------------------- | ------ | -------------------- | -------- | -------- |
| HNK Hajduk Split     | 2-2(v) | Tottenham Hotspur FC | 2-1      | 0-1      |
| Nottingham Forest FC | 2-3    | RSC Anderlecht       | 2-0      | 0-3      |

## Finále
| .9. května 1984  |     |                      |                                                                                         |
| RSC Anderlecht   | 1–1 | Tottenham Hotspur FC | Constant Vanden Stock Stadion, Brusel diváci: 35 000 rozhodčí: Bruno Galler (Švýcarsko) |
| Morten Olsen 85' |     | Paul Miller 57'      | Constant Vanden Stock Stadion, Brusel diváci: 35 000 rozhodčí: Bruno Galler (Švýcarsko) |

| . 23. května 1984    |     |                        |                                                                        |
| Tottenham Hotspur FC | 1–1 | RSC Anderlecht         | White Hart Lane, Londýn diváci: 46 205 rozhodčí: Volker Roth (Německo) |
| Graham Roberts 84'   |     | Alex Czerniatynski 60' | White Hart Lane, Londýn diváci: 46 205 rozhodčí: Volker Roth (Německo) |

|                                                              |     | Penaltový rozstřel                                                      |  |
| Roberts Mark Falco Gary Stevens Steve Archibald Danny Thomas | 4–3 | Morten Olsen Georges Grün Enzo Scifo Frank Vercauteren Arnór Guðjohnsen |  |

Celkové skóre bylo 2:2, Tottenham zvítězil 4:3 na penalty.

## Vítěz
| Pohár UEFA 1983/84 Tottenham Hotspur FC Tony Parks, Danny Thomas, Chris Hughton, Graham Roberts, Paul Miller, Steve Perryman, Micky Hazard, Steve Archibald, Mark Falco, Gary Stevens, Tony Galvin, Gary Mabbutt, Garth Crooks, Richard Cooke, Ian Culverhouse, Ray Clemence Trenér: Keith Burkinshaw |